# Pyuridae
Pyuridae Hartmeyer, 1908 è una famiglia di organismi tunicati della classe Ascidiacea.

## Tassonomia
Comprende i seguenti generi:
- Bathypera Michaelsen, 1904
- Bathypyura Monniot C. & Monniot F., 1973
- Boltenia Savigny, 1816
- Bolteniopsis Harant, 1927
- Claudenus Kott, 1998
- Cratostigma Monniot C. & Monniot F., 1961
- Ctenyura Van Name, 1918
- Culeolus Herdman, 1881
- Halocynthia Verrill, 1879
- Hartmeyeria Ritter, 1913
- Herdmania Lahille, 1888
- Heterostigma Arnback, 1924
- Microcosmus Heller, 1878
- Paraculeolus Vinogradova, 1970
- Pyura Molina, 1782